# Kingdom Come (filme)
Kingdom Come (bra: Um Ritual do Barulho; prt: Um Bom Ano/O Reino do Além) é um Filme estadunidense de Comédia dramática lançado em 2001, com direção de Doug McHenry. O longa conta com as estrelas LL Cool J, Jada Pinkett Smith, Vivica A. Fox, Anthony Anderson e Whoopi Goldberg no elenco.

## Sinopse
Logo após a morte de seu querido marido, Raynelle Slocumb (Whoopi Goldberg) reúne todos os membros da família para um tradicional funeral em memória ao Sr. Slocumb. Como toda família, eles também têm problemas. No entanto, esses problemas se sobrepõem à relação familiar, de forma que o funeral muda de foco e termina com muita bagunça e confusão.

## Elenco
- LL Cool J como Ray Bud Slocumb
- Jada Pinkett Smith como Charisse Slocumb
- Vivica A. Fox como Lucille Slocumb
- Loretta Devine como Marguerite Slocumb
- Anthony Anderson como Junior Slocumb
- Toni Braxton como Juanita Slocumb
- Cedric the Entertainer como Rev. Beverly H. Hooker
- Darius McCrary como Royce Slocumb
- Whoopi Goldberg como Raynelle Slocumb

## Recepção

### Crítica
O filme recebeu críticas geralmente negativas. Obteve 28% de aprovação no Rotten Tomatoes, que se baseou em 64 críticas recolhidas, e uma média ponderada de 4.3 /10. No Metacritic, o filme mantém uma pontuação de 48 em 100, com base em 26 críticos, indicando "revisões mistas".

## Prêmios e indicações
| Prêmio             | Categoria                | Indicado               | Resultado |
| ------------------ | ------------------------ | ---------------------- | --------- |
| NAACP Image Awards | Melhor Atriz             | Whoopi Goldberg        | Nomeado   |
| NAACP Image Awards | Melhor Ator Coadjuvante  | Cedric the Entertainer | Nomeado   |
| NAACP Image Awards | Melhor Atriz Coadjuvante | Loretta Devine         | Nomeado   |
| NAACP Image Awards | Melhor Atriz Coadjuvante | Vivica A. Fox          | Nomeado   |